# Els Planells (Pinell de Solsonès)
Els Planells és un pla ocupat per camps de cultiu situat al nord-est del poble de Sant Climenç, al municipi de Pinell de Solsonès (Solsonès).
A l'est dels Planells, hi trobem el turó del Serrat del Puit, i al nord-est el Serrat de Sant Iscle, als peus del qual neix la rasa de Sant Climenç, que travessa del nord-est al l'oest dels Planells, i acaba desembocant a la riera de Lloberola.